# Делле Альпи
«Делле Альпи» (итал. Stadio delle Alpi) — футбольный и легкоатлетический стадион в Турине, Италия. Был домашним стадионом «Ювентуса» до 2006 года. Был построен для чемпионата мира 1990 года.

## История
Строительство стадиона началось в июне 1988 года, он был построен за два года на деньги мэрии города и предназначался для домашних игр двух туринских команд. Несмотря на то что стадион является не только футбольным, но и легкоатлетическим, соревнования подобного рода никогда не проводились.
Стадион был введён в эксплуатацию 20 мая 1990 года в матче между объединённой командой «Ювентуса» и «Торино» против «Порту». Возрастание цен на аренду стадиона привело к спорам между клубами и муниципалитетом, в связи с чем матчи Кубка УЕФА сезона 1994/1995 были перенесены на стадион Сан-Сиро в Милане. Летом 2003 года «Ювентус» выкупил «Делле Альпи» за 25 миллионов евро.
Стадион часто критиковали за плохую видимость поля из-за легкоатлетических дорожек, но после реконструкции стадиона дорожки должны были быть убраны. Первоначально реконструкцию стадиона взял на себя муниципалитет города, но после того как Италия не получила право проведения чемпионата Европы 2012, он отказался от этой идеи.
В мае 2009 года «Делле Альпи» был снесён, и поблизости началось строительство нового стадиона «Ювентуса», вместительность — 41 000 зрителей. Завершилось строительство к сентябрю 2011 года. Арена открылась 8 сентября 2011 года.